# Турботи Йонаса
«Турботи Йонаса» (інша назва: «Турботи Йонаса Пуоджюнаса») — радянський двосерійний телефільм 1980 року, знятий режисером Артемом Іноземцевим на Вільнюському телебаченні.

## Сюжет
Телефільм знято за романом класика литовської літератури Антанаса Венуоліса «Поджюнкімес».

## У ролях
- Віктор Мітяєв — головна роль
- Євген Бочаров — Антанас
- Тетяна Гензель — роль другого плану
- Рената Вагнеріте — роль другого плану

## Знімальна група
- Режисер — Артем Іноземцев